# Asteroschema elongatum
Asteroschema elongatum is een slangster uit de familie Asteroschematidae.
De wetenschappelijke naam van de soort werd in 1914 gepubliceerd door René Koehler.